# 靴美尼奧·馬辛托尼奧
靴美尼奧·馬辛托尼奧（西班牙語：Herminio Masantonio，1910年8月5日—1956年9月11日），是阿根廷的足球運動員，位置為前鋒。

## 球會生涯
馬辛托尼奧在1931年開始他的職業生涯。他後來成為一個在阿根廷足球甲級聯賽歷史上最引人注目的射手。他在358場比賽射入256球。他是阿根廷聯賽第三得分最高的球員。
他在荷拉崗直至1943年，他其後加盟迪芬沙。他很快就回到阿根廷效力班菲特，在1944年退休前的最後一個賽季，重返荷拉崗。
馬辛托尼奧為荷拉崗取得254個進球使他成為球隊得分最高的球員。而他在職業生涯中上陣369場比賽射入259球。

## 國際賽生涯
馬辛托尼奧代表阿根廷出席在1935年和1942年的南美錦標賽。他六是兩項比賽的最佳射手，他共取得11粒進球在南美國家盃入球最多的第12位。
馬辛托尼奧總共在19場比賽打進了21球，而他在阿根廷入球榜中取得第七位。

## 外部連結
- （西班牙文） Soy Quemero profile
- （西班牙文） Futbol Factory profile (Archived)